# Axel Thufason
Martin Axel Thufason (Tufvesson) (11. november 1889 i København – 25 december 1962 i Glostrup) var en dansk fodboldspiller.
Thufason begyndte som ungdomsspiller i B.93 og spillede 57 kampe og scorede 51 mål som innerwing for 1.holdet i perioden 1908-1913. Han afsluttede sin karriere med ØB 1914-1918. 
Thufason debuterede på landsholdet i en venskabskamp mod England 1911 på QPRs hjemmebane Park Royal i London.
Han blev udtaget til det danske hold, der vandt sølv ved olympiske lege i 1912 i Stockholm, hvor han spillede en kamp; finalen mod Storbritannien, hvor han erstattede Poul "Tist" Nielsen, der var blevet knæskadet i semifinalen mod Holland. Kampen blev også Thufasons sidste på landsholdet.
Thufasons forældre flyttede til Danmark fra Sverige med det efternavn Tufvesson, men ændrede dette til Thufason af praktiske årsager. Så det var lettere at udtale og stave. Men sandsynligvis blev det aldrig officielt i offentlige registre. 
Thufason døde 25. december 1962 på Amtssygehuset i Glostrup. Han boede på Nørrebro i København ved sin død. 